# فهرست زبان‌های بدون وضعیت رسمی
در اینجا فهرست زبان‌های بدون وضعیت رسمی با حداقل ۲ میلیون گویشور بر پایه مجموع تعداد سخنوران ارائه شده‌است.

## زبان‌های بدون وضعیت رسمی
| زبان                        | شمار گویشوران (میلیون) | یادداشت                                  |
| --------------------------- | ---------------------- | ---------------------------------------- |
| جاوه‌ای                      | ۶۸٫۳                   | بدون وضعیت رسمی در اندونزی               |
| وو (شامل شانگهایی)          | ۷۷                     | بدون وضعیت رسمی در چین                   |
| سوندایی                     | ۴۲                     | بدون وضعیت رسمی در اندونزی               |
| شیانگ                       | ۳۰–۳۶                  | بدون وضعیت رسمی در چین                   |
| گن                          | ۲۲                     | بدون وضعیت رسمی در چین                   |
| مادورایی                    | ۱۳                     | بدون وضعیت رسمی در اندونزی               |
| مین شرقی (شامل گویش فوژویی) | ۹٫۵                    | بدون وضعیت رسمی در چین                   |
| ونتی (شامل تالیانی)         | ۸                      | بدون وضعیت رسمی در ایتالیا               |
| باتاکی (۷ زبان)             | ۷                      | بدون وضعیت رسمی در اندونزی               |
| مینانگ‌کابائو                | ۷                      | بدون وضعیت رسمی در اندونزی               |
| کریو                        | ۶                      | زبان ملی دوفاکتوی سیرالئون ولی رسمی نیست |
| بهیلی                       | ۶                      | بزرگ‌ترین جامعه زبانی هند بدون وضعیت رسمی |
| سیسیلی                      | ۵–۱۰                   | بدون وضعیت رسمی در ایتالیا               |
| ناپولی                      | ۵–۶                    | بدون وضعیت رسمی در ایتالیا               |
| بالیایی                     | ۴                      | بدون وضعیت رسمی در اندونزی               |
| باسایوگی                    | ۴                      | بدون وضعیت رسمی در اندونزی               |
| همونگ                       | ۴                      | بدون وضعیت رسمی در چین                   |
| آچه‌ای                       | ۳٫۵                    | بدون وضعیت رسمی در اندونزی               |
| بانجاری                     | ۳٫۵                    | بدون وضعیت رسمی در اندونزی               |
| تولو                        | ۳–۵                    | بدون وضعیت رسمی در هند                   |
| آرامی                       | ۲                      | بدون وضعیت رسمی در عراق                  |
| یی                          | ۲                      | بدون وضعیت رسمی در چین                   |
| مین شمالی                   | ۲                      | بدون وضعیت رسمی در چین                   |

## زبان‌های رسمی در منطقه
| زبان                              | شمار گویشوران (میلیون) | یادداشت |
| --------------------------------- | ---------------------- | --- |
| ماندارین جنوب غربی (شامل سیچوآنی) | ۲۰۰                    | بیشینه گویشوران آن در چین هستند، ولی آن یک زبان محلی در میانمار است                                                               |
| پنجابی                            | ۱۰۰                    | زبان رسمی محلی در پاکستان که گویشوران آن اکثریت کشور را تشکیل می‌دهند، ولی زبان رسمی ایالتی و زبان برنامه‌ریزی‌شده در هند            |
| تلوگو                             | ۸۱                     | زبان رسمی ایالتی و برنامه‌ریزی‌شده در هند                                                                                           |
| کانتونی                           | ۸۰                     | زبان رسمی دفاکتوی هنگ کنگ و ماکائو، دو منطقه ویژه اداری در جمهوری خلق چین                                                         |
| مراتی                             | ۶۰                     | زبان رسمی ایالتی و زبان برنامه‌ریزی‌شده در هند                                                                                      |
| راجستانی                          | ۵۰                     | زبان رسمی ایالتی و زبان برنامه‌ریزی‌شده در هند                                                                                      |
| کانارا                            | ۴۰                     | زبان رسمی ایالتی و زبان برنامه‌ریزی‌شده در هند                                                                                      |
| گجراتی                            | ۴۰                     | زبان رسمی ایالتی و زبان برنامه‌ریزی‌شده در هند                                                                                      |
| مالایالم                          | ۳۸                     | زبان رسمی ایالتی و زبان برنامه‌ریزی‌شده در هند                                                                                      |
| اوریه                             | ۳۶                     | زبان رسمی ایالتی و زبان برنامه‌ریزی‌شده در هند                                                                                      |
| مایتهیلی                          | ۲۰                     | زبان رسمی ایالتی و زبان برنامه‌ریزی‌شده در هند                                                                                      |
| آسامی                             | ۱۳                     | زبان رسمی ایالتی و زبان برنامه‌ریزی‌شده در هند                                                                                      |
| کاتالان                           | ۹٫۴                    | رسمی در کاتالونیا، والنسیا و جزایر بالئاری ولی نه در سایر مناطق اسپانیا                                                           |
| اویغوری                           | ۸–۱۱                   | زبان محلی رسمی در چین |
| کونکانی                           | ۷٫۴                    | زبان رسمی ایالتی و زبان برنامه‌ریزی‌شده در هند                                                                                      |
| سانتالی                           | ۶٫۲                    | زبان رسمی ایالتی و زبان برنامه‌ریزی‌شده در هند                                                                                      |
| تبتی                              | ۶–۷                    | زبان رسمی محلی در چین، وضعیت رسمی در لداخ و سیکیم هند                                                                             |
| تاتاری                            | ۵٫۴                    | زبان رسمی محلی در روسیه (تاتارستان)                                                                                               |
| آلمانی سفلی                       | ۴٫۵                    | زبان رسمی محلی در برزیل، هلند و آلمان، زبان رسمی ایالتی در شلسویگ-هولشتاین (آلمان) وضعیت رسمی در سطح فدرال در آلمان در اختلاف است |
| گالیسی                            | ۳                      | زبان محلی رسمی در اسپانیا (گالیسیا)                                                                                               |
| مونداری                           | ۲٫۰۸                   | زبان رسمی ایالتی هند (زبان برنامه‌ریزی‌شده نیست)                                                                                    |